# Alexios II. Komnenos
Alexios II. (řecky Αλέξιος Β’ Κομνηνός, Alexios II Komnēnos, někdy latinsky Alexius II. Comnenus; 14. září 1169 – říjen 1183, Konstantinopol), syn byzantského císaře Manuela I. Komnena a jeho druhé ženy Marie z Antiochie, byl byzantským císařem v letech 1180 až 1183.

## Život
Alexios se narodil jako jediný legitimní syn císaře Manuela a jeho druhé choti, antiochijské princezny Marie. Alexiovo narození zřejmě způsobilo zrušení zasnoubení jeho sestry Marie a despoty Alexia (pozdějšího uherského krále Bély III.) a z toho plynoucí zánik despotových nástupnických práv na císařský trůn, které přešly na vytouženého Manuelova syna Alexia. Manuel byl v době Alexiova narození již padesátiletý (*1118) a zemřel, aniž syn dospěl – v září roku 1180 ve věku jedenašedesáti let. Krátce před smrtí ještě oslavil svatbu Alexia s dcerou francouzského krále Ludvíka VII. Agnes. Alexiovi bylo tehdy jedenáct let a poručnické vlády se ujala v Konstantinopoli nenáviděná, prolatinsky orientovaná císařovna vdova Marie (Xene), za jejíž vlády Byzanc přišla o nadvládu na Balkáně: srbský župan Stefan Nemanja a uherský král Béla III. (despota Alexios, který se roku 1173 ujal ve své domovině vlády) se osamostatnili a vymkli se vrchní kontrole byzantského císaře, pod kterou za Manuelovy vlády byli. Ani ve vnitřní politice nebyla Alexiova regentka úspěšná – proti prolatinské vládě v Konstantinopoli vypuklo povstání a povstalci povolali do čela bratrance zesnulého Alexiova otce, Andronika Komnena, velmi protilatinsky orientovaného. Povstání skončilo pro Alexiovu matku nešťastně: byla Andronikem zbavena regentství a nakonec zardoušena (1182). Pro Alexia to bylo ještě krutější tím, že byl donucen podepsat matčin ortel smrti. Regentské vlády se ujal (nebo přesněji řečeno trůn uzurpoval) Andronikos Komnenos, který obrátil v dosavadní politice říše: rozvázal dohody a narušil dobré vztahy s křižáckými státy, pěstované komnenovskými císaři Alexiem I., Janem II., Manuelem I. i regentkou Marií a naopak uzavřel spojenectví se sultánem Saladinem. Uzurpátorovi Andronikovi to nestačilo, a tak ve druhé polovině roku 1183 zbavil života i právoplatného císaře, tehdy čtrnáctiletého Alexia II., a ujal se jako Andronikos I. Komnenos samostatné vlády.